# Frederico Carlos Luís, Duque de Eslésvico-Holsácia-Sonderburgo-Beck
Frederico Carlos Luís de Eslésvico-Holsácia-Sonderburgo-Beck (20 de agosto de 1757 – 24 de abril de 1816) foi o quinto e penúltimo Duque de Eslésvico-Holsácia-Sonderburgo-Beck.  Frederico Carlos Luís era filho do príncipe Carlos Antônio Augusto de Eslésvico-Holsácia-Sonderburgo-Beck e sua esposa, a condessa Carlota de Dohna-Schlodien.

## Biografia
Frederico Carlos Luís nasceu em Königsberg, Prússia Oriental. Alistou-se ao Exército Prussiano , em 1777, a pedido do rei Frederico II da Prússia, o Grande. Em 1781, tornou-se um oficial da Corporação de Schlieben e, em 1787, comandou um batalhão de granadeiros, com base em Königsberg. Ele ajudou na contenção da Revolta de Kościuszko em 1794. Foi Governador da Cracóvia em 1795. Afastou-se do serviço como tenente-geral na Prússia em 1797 e passou o resto de sua vida desenvolvendo a agricultura em Holstein. Ele morreu em Wellingsbüttel Manor, que agora faz parte de Hamburgo.
Ele foi agraciado com a Ordem do Elefante, Ordem de Alexandre Nevsky, Ordem da Águia Vermelha, e a Ordem de Santo Humberto.

## Casamento e descendência
Friedrich casou-se com a condessa Frederica Amália de Schlieben (28 de fevereiro de 1757 – 17 de dezembro de 1827) em 9 de Março de 1780 em Königsberg. Na época, o casamento não era bem visto porque a família da condessa não era uma antiga família nobre. O casal teve três filhos:
- Frederica de Eslésvico-Holsácia-Sonderburgo-Beck (13 de dezembro de 1780 – de 19 de janeiro de 1862),[2][1]
- Luísa de Eslésvico-Holsácia-Sonderburgo-Beck (28 de setembro de 1783 – 24 de novembro de 1803), que se casou em 1803 com Frederico Ferdinando, Duque de Anhalt-Köthen,[2][1]
- Frederico Guilherme, Duque de Eslésvico-Holsácia-Sonderburgo-Glucksburgo (4 de janeiro de 1785 – 27 de fevereiro de 1831).[2][1]

Frederico foi sucedido como duque por seu filho Frederico Guilherme, Duque de Eslésvico-Holsácia-Sonderburgo-Glucksburgo.

## Títulos, estilos, honras e armas

### Títulos e estilos
- 20 de agosto de 1757 – 12 de setembro de 1759: Sua Alteza o Príncipe Frederico Carlos Luís de Eslésvico-Holsácia-Sonderburgo-Beck;
- 12 de setembro de 1759 – 24 de fevereiro de 1775: Sua Alteza O Príncipe Hereditário de Eslésvico-Holsácia-Sonderburgo-Beck;
- 24 de fevereiro de 1775 – 24 de abril de 1816, Sua Alteza O Duque de Eslésvico-Holsácia-Sonderburgo-Beck.

## Descendência
Frederico Carlos Luís  é o ancestral agnatício dos atuais monarcas e pretendentes ao trono da Dinamarca, Noruega e Grécia. Esta lista irá, eventualmente, incluir a família real britânica, pois Frederico é o ancestral de linhagem masculina de Carlos III do Reino Unido e de seus filhos Guilherme, Príncipe de Gales e Henrique, Duque de Sussex.